# ピエール＝アレキサンダー・ルソー
ピエール＝アレキサンダー・ルソー（Pierre-Alexandre Rousseau、1979年10月6日 - ）は、カナダのケベック州ドラモンビル出身のモーグルスキーヤーである。

## 人物
観客に対して手拍子やウェーブ、バンザイコールを扇動するなど、会場を盛り上げるパフォーマンスを好み、お祭り男と呼ばれる。

## 経歴
ノースアメリカンカップでシングル優勝するなどの好成績を収めて、1996-1997シーズンの途中からワールドカップへ出場する。初参戦のシーズンは最高14位とあまり振るわなかった。しかし、シーズン終盤には世界ユース選手権に出場して、2位の好成績を収めた。また、このときの1位はフィンランドのミッコ・ロンカイネンであり、ミッコ・ロンカイネンとは後にもライバルとして争うことになる。1997-1998シーズンはデュアルで最高4位と表彰台まで後一歩に迫り、1998-1999シーズンにはデュアル第1戦で2位表彰台を獲得する。同シーズンはデュアル最終戦を総合2位で迎え、後一歩というところではあったが、最終戦で大敗を喫して総合5位に終わった。1999-2000シーズンはシングル第2戦で3位に入ってシングルでも初の表彰台を獲得する。その後もポイントを重ねて最終戦で2位を獲得するとラウリ・ラッシラを抜いて総合3位になり、フィンランドの表彰台独占を阻止した。また、当時19歳であり、10代での総合の表彰台は1992-1993シーズンのジャン＝リュック・ブラッサール、オリビエ・コット以来であった。2000-2001シーズンはジャン＝リュックの跡を継ぐ新エースとして昨年以上の活躍を見せる。第5戦で快走を見せるが僅か0.04ポイント及ばずヤンネ・ラハテラに敗れ、惜しくも優勝を逃した。第6戦では予選1位だったが今度はミッコ・ロンカイネンに敗れ、再び優勝を逃す。また、2戦連続の2位獲得により総合3位に浮上しており、第6戦の前に行われたデュアルで総合首位を走るヤンネが怪我をして第6戦、最終戦を欠場するということで、最終戦で自身が優勝して、総合2位のミッコ・ロンカイネンが下位に終われば総合優勝という可能性もあった。しかし、最終戦では好走を見せたトビー・ドーソンに僅か0.02ポイント及ばず、優勝と総合優勝を逃すと、ミッコ・ロンカイネンにも上回られ、最終戦の結果と総合成績ともに3位に終わった。また、1月に母国カナダで行われた2001年フリースタイルスキー世界選手権では高得点を叩き出して暫定1位に立つが、またしてもミッコ・ロンカイネンがさらなる高得点を叩き出して優勝し、結果として銀メダルだった。2001-2002シーズンはシーズン半ばで首骨折という大怪我を負い、第3戦以降は欠場し、目前に迫ったソルトレークオリンピックの出場も逃してしまう。しかし、2002-2003シーズンは復活を遂げて、シングルでは初優勝を含む4連続表彰台という活躍を見せ、デュアルでも初優勝を果たすなど、再び優勝争いに加わる。同シーズンは最終戦の結果次第で誰が総合優勝するか分からないという大接戦だったが、最終戦は11位と下位に終わり、総合優勝を逃した。2003-2004シーズンは縦回転や3Dのエアが解禁となったが、そういったエアを使わずに360＋2ポジションに拘り、成績が伸び悩んで総合6位に終わる。2004-2005シーズンにはさらに調子を落とし、表彰台に上がることも無く総合11位。2005-2006シーズンの序盤はトップ10にも入れず、20位以下や30以下に終わるほどのスランプに陥り、再びオリンピックへの出場も逃す。しかし、オリンピックも終わったシーズン終盤に久々の3位表彰台を獲得する。2006-2007シーズンはデュアルで3戦中2戦で表彰台に上り総合3位。シングルとデュアルの総合ポイントでもデュアルの活躍により総合5位に入って復活を印象付けた。さらに2007年フリースタイルスキー世界選手権で初のタイトルを獲得する。躍進中のデイル・ベッグ＝スミスを上回り、シングルで優勝。1997年のジャン＝リュック以来となる世界選手権の金メダルをカナダにもたらした。2007-2008シーズンは世界選手権優勝の勢いのまま、初戦で優勝するが、後が続かずに総合7位となる。2008-2009シーズンも初戦で優勝する。同シーズンはカナダ勢の活躍が目覚しく、第2戦と第6戦ではアレキサンダー・ビロドウ、ヴィンセント・マーキスらと共にワンツースリーフィニッシュを決めて表彰台を2度独占した。しかし、それ以外の大会では成績が振るわず、総合4位という結果だった。また、2010年バンクーバーオリンピックに出場が決まっており、ワールドカップ初出場から13年目にして初のオリンピック出場となる。

## 主な成績

### ノースアメリカンカップ
- 1994-1995シーズン 1戦出場、シングル41位
- 1995-1996シーズン 5戦出場、最高2位
- 1996-1997シーズン 5戦1勝
  - 第2戦ディアバレー（アメリカ）シングル優勝
- 2005-2006シーズン 1戦出場、シングル8位

### ヨーロッパカップ
- 1996-1997シーズン　1戦出場、シングル3位
- 1997-1998シーズン　2戦出場、シングル9位、デュアル3位

### オーストラリアン・ニュージーランドカップ
- 2005年　3戦出場、最高3位

### ユース世界選手権
- 1997年　ラーヤヴォリ（フィンランド）大会　2位

### ワールドカップ

#### 戦績表
| シーズン  | シングル | シングル | シングル | シングル | シングル | シングル | デュアル | デュアル | デュアル | デュアル | デュアル | デュアル | シングル デュアル 統合成績 | オーバーオール 総合成績 |
| シーズン  | 大会数   | 出場数   | 1位      | 2位      | 3位      | 総合成績 | 大会数   | 出場数   | 1位      | 2位      | 3位      | 総合成績 | シングル デュアル 統合成績 | オーバーオール 総合成績 |
| --------- | -------- | -------- | -------- | -------- | -------- | -------- | -------- | -------- | -------- | -------- | -------- | -------- | -------------------------- | ----------------------- |
| 1996-1997 | 7戦      | 4戦      | 最高14位 | 最高14位 | 最高14位 |          | 6戦      | 1戦      | 最高33位 | 最高33位 | 最高33位 |          | -                          |                         |
| 1997-1998 | 8戦      | 6戦      | 最高6位  | 最高6位  | 最高6位  | 13位     | 5戦      | 4戦      | 最高4位  | 最高4位  | 最高4位  | 7位      | -                          | 45位                    |
| 1998-1999 | 5戦      | 5戦      | 最高8位  | 最高8位  | 最高8位  | 14位     | 3戦      | 3戦      |          | 1回      |          | 5位      | -                          | 30位                    |
| 1999-2000 | 7戦      | 7戦      |          | 1回      | 1回      | 3位      | 4戦      | 4戦      | 最高8位  | 最高8位  | 最高8位  | 9位      | -                          | 7位                     |
| 2000-2001 | 7戦      | 7戦      |          | 2回      | 1回      | 3位      | 1戦      | 1戦      | 最高17位 | 最高17位 | 最高17位 | -        | -                          | 6位                     |
| 2001-2002 | 9戦      | 3戦      | 最高10位 | 最高10位 | 最高10位 | 31位     | 3戦      | 1戦      | 最高5位  | 最高5位  | 最高5位  | 17位     | -                          | 35位                    |
| 2002-2003 | 10戦     | 10戦     | 1回      | 1回      | 3回      | 2位      | 3戦      | 3戦      | 1回      |          |          | 4位      | -                          |                         |
| 2003-2004 | 11戦     | 11戦     |          | 2回      |          | -        | 3戦      | 2戦      | 最高5位  | 最高5位  | 最高5位  | -        | 6位                        | 26位                    |
| 2004-2005 | 8戦      | 8戦      | 最高5位  | 最高5位  | 最高5位  | -        | 3戦      | 2戦      | 最高10位 | 最高10位 | 最高10位 | -        | 11位                       | 32位                    |
| 2005-2006 | 11戦     | 10戦     |          |          | 1回      | 18位     |          |          |          |          |          |          | -                          | 56位                    |
| 2006-2007 | 7戦      | 7戦      | 最高5位  | 最高5位  | 最高5位  | -        | 3戦      | 3戦      |          | 1回      | 1回      | 3位      | 5位                        | 12位                    |
| 2007-2008 | 7戦      | 7戦      | 1回      |          |          | -        | 3戦      | 3戦      | 最高5位  | 最高5位  | 最高5位  | -        | 7位                        | 19位                    |
| 2008-2009 | 5戦      | 5戦      |          | 1回      | 1回      | -        | 4戦      | 4戦      | 1回      |          |          | -        | 4位                        | 13位                    |
| 通算成績  | -        | 90戦     | 2回      | 7回      | 7回      | -        | -        | 31戦     | 2回      | 2回      | 1回      | -        | -                          | -                       |

#### 優勝歴
- 2002-2003シーズン
  - シングル:第5戦モントランブラン（カナダ）優勝
  - デュアル:第2戦斑尾（日本）優勝
- 2007-2008シーズン
  - 第1戦ティーニュ（フランス）シングル優勝
- 2008-2009シーズン
  - 第1戦メリベル（フランス）デュアル優勝

### 世界選手権
- 1999年マイリンゲン・ハスリベルク大会
  - デュアル17位
- 2001年ウィスラー大会
  - シングル2位
  - デュアル9位
- 2003年ディアバレー大会
  - シングル32位
  - デュアル8位
- 2005年ルカ大会
  - シングル7位
  - デュアル7位
- 2007年マドンナ・ディ・カンピーリオ大会
  - シングル優勝
  - デュアル9位
- 2009年猪苗代大会
  - シングル17位